# Journal of Plant Physiology
Die Zeitschrift Journal of Plant Physiology ist eine naturwissenschaftliche Fachzeitschrift für den Fachbereich Botanik. In ihr werden Aufsätze und Buchbesprechungen zur Pflanzenphysiologie (teilweise auch frei als Open Access veröffentlicht). Sie wurde 1909 als Zeitschrift für Botanik gegründet und 1965 in Zeitschrift für Pflanzenphysiologie umbenannt, bevor sie 1984 ihren heutigen Namen annahm und seit dem Jahr 1985 (Band 115) unter diesem Titel erscheint – bis Band 155 (2000) beim Gustav Fischer Verlag, bis Band 159 (2003) beim Verlag Urban & Fischer, und ab Band 160 im Elsevier Verlag.
Das Journal of Plant Physiology wird durch BIOSIS und im Science Citation Index Expanded indexiert. Laut Journal Citation Reports hat die Zeitschrift einen Impact Factor von 3,686 und einen 5-Jahres-Impact Factor von 4,352. Außerdem hat sie einen Cite Score von 6,9. Die Zeitschrift ist mit der Federation of European Societies of Plant Biology affiliiert.

## Geschichte
Vorgänger-Zeitschriften waren die
- Zeitschrift für Botanik, erschien erstmals im Jahr 1909 im Verlag von Gustav Fischer, Jena. Herausgeber waren Ludwig Jost, Friedrich Oltmanns und Hermann Graf zu Solms-Laubach.[2]
- Zeitschrift für Pflanzenphysiologie von 1965 (Band 65) bis 1984 (Band 114)
- Flora oder Allgemeine Botanische Zeitung von 1818. Ab 1966 weitergeführt als Flora A Physiologie und Biochemie, die ab Band 161 (1970) in Biochemie und Physiologie der Pflanzen (BPP) umbenannt wurde.
- Ab Band 141 (1997) wurde das Journal of Plant Physiology mit Biochemie und Physiologie der Pflanzen fusioniert und als Journal of Plant Physiology bis heute weitergeführt.